# Déjà Vu (Beyoncé-Lied)

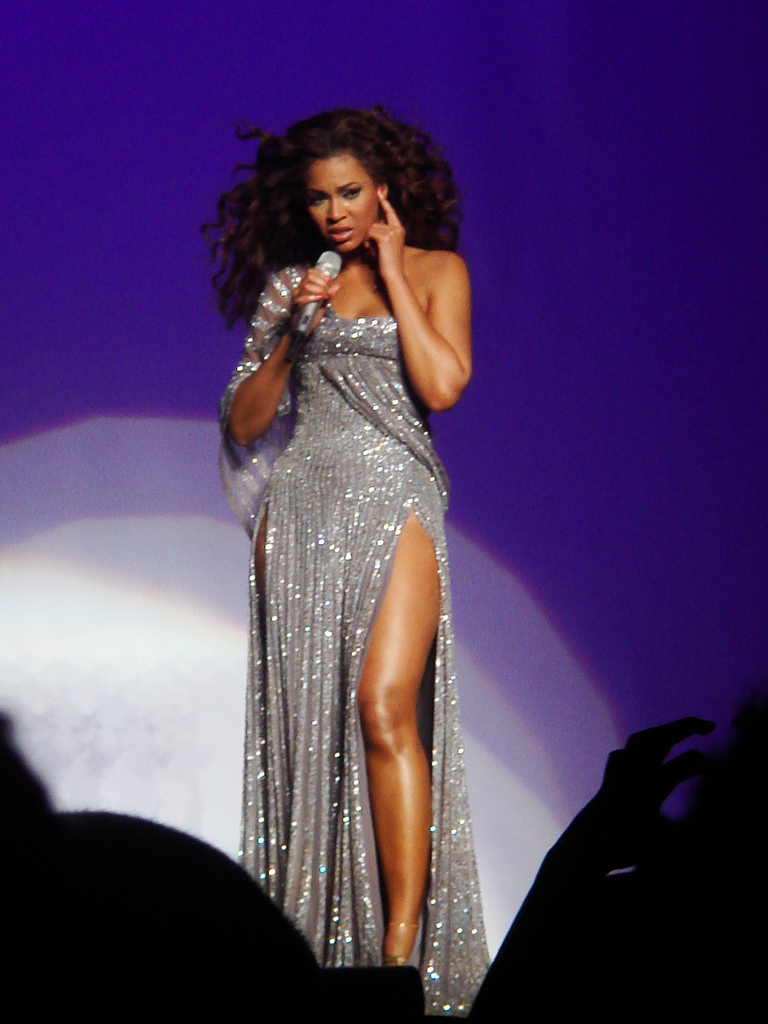
Beyoncé Knowles

Déjà Vu ist ein Lied der US-amerikanischen R&B-Sängerin Beyoncé Knowles im Duett mit dem Rapper Jay-Z. Das Lied wurde von Knowles und Rodney „Darkchild“ Jerkins für ihr zweites Soloalbum B’Day produziert. Das Lied kombiniert Contemporary R&B mit der Funk-Musik der 1970er, gespielt wird das Lied von einer Bassgitarre, Hi-Hat, Schlagzeug und einer Roland TR-808 Drummaschine. Inhaltlich handelt es von einer Liebesbeziehung zwischen einem Mann und einer Frau.
Das Lied wurde im Juli 2006 als erste Single des Albums veröffentlicht. Bei den Music of Black Origin (MOBO) Awards 2006 wurde das Lied als „Bestes Lied“ ausgezeichnet. „Déjà Vu“ wurde von Kritikern gemischt aufgenommen. Das Lied erreichte in sämtlichen Ländern vordere Chartplatzierungen und unter anderem im Vereinigten Königreich Platz 1. Wegen des Musikvideos gab es viele Kontroversen von den Medien und der Presse, unter dem Vorwurf, dass das Video zu viele heiße Sex-Szenen enthält und dadurch nicht für die Öffentlichkeit gedacht ist. Außerdem wurde behauptet, dass das Video die Jugendlichen durch sein Material zum Sex inspiriert. Aufgrund dieser Kontroversen wurde das Video von vielen Musiksendern nicht ausgestrahlt.

## Entstehung
Im Jahr 2005 arbeitete der amerikanische Produzent Rodney Jerkins – welcher schon für Destiny’s Child Lieder produziert hatte – mit Knowles. Der Komponist John Webb wollte ein Lied „mit dem Konzept eines Old School-Track, mit Drum-Elementen“, worauf der Titel „Déjà Vu“ einen Vorgeschmack auf das Lied geben sollte. Webb spielte als erstes die Bassgitarre für das Lied ein, um vorzeitig die Melodie zu erzeugen. Danach wurden die anderen Instrumente aufgenommen. Die Produktion fand in Jerkins Sony Music Studio in New York statt.
Vor der Produktion nahm Jerkins schon ein Demo des Liedes auf, Makeba Riddick basierte als Songwriter. Danach präsentierten sie die Demoaufnahme Knowles, die mit der Aufnahme zufrieden war. „Déjà Vu“ wurde von Delisha Thomas, Keli Nicole Price und Knowles Freund Jay-Z geschrieben. Als letzterer versuchte, eine Rap-Version des Liedes aufzunehmen, wurde Knowles auf Jay-Z aufmerksam und bat ihn, später im Lied zu rappen.

## Musikalisches und Thematik
„Déjà Vu“ ist ein Contemporary R&B-Lied mit einem moderaten Hip-Hop-Groove. Das Lied wurde in G-Moll und mit einer Taktangabe komponiert. „Déjà Vu“ enthält Funk-Elemente aus den 1970ern, sowie Soul und Hip-Hop-Elemente. Gespielt wird das Lied von den oben beschriebenen Instrumenten. Knowles erzählte in einem Interview:

„Als ich 'Déjà Vu' aufnahm … wusste ich, das ich danach auch einen neues Album aufnehmen werde. Ich will unbedingt einen Album mit Live-Instrumenten machen. Die Instrumente werden meine Musik bereichern.“

Die Texte von „Déjà Vu“ sind in einer Vers-Chorus Form komponiert. Die Hookline ist die gleiche wie in Knowles Hit Crazy in Love von 2003 aus ihrem Debütalbum Dangerously in Love.

## Veröffentlichung

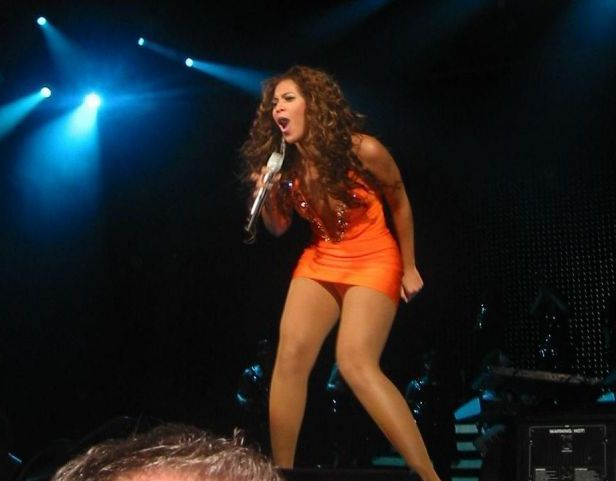
Knowles singt „Déjà Vu“ live auf Tour

„Déjà Vu“ wurde am 13. Juni 2006 im Internet veröffentlicht. Am 31. Juli 2006, wurde das Lied als CD Single offiziell veröffentlicht.
Knowles veröffentlichte Anfang 2007 noch eine Remix-Version des Liedes.

### Kritik
„Déjà Vu“ wurde von Kritikern gemischt aufgenommen. Bill Lamb sagte

„Das Lied ist, wie auch das Musikvideo, eine Magie von Sex.“

 Mike Joseph sagte

„Es war fantastisch zu hören, wie Beyoncé ihre Lungen platt singt.“

Andere Kritiker verglichen „Déjà Vu“ mit Knowles Crazy in Love von 2003.
„Déjà Vu“ war 2007 für einen Grammy in der Kategorie Best Rap/Sung Collaboration nominiert.

## Kommerzieller Erfolg
„Déjà Vu“ erreichte in den US-Billboard Hot 100 den vierten Platz. Die Remix-Version war in den US-Dance-Charts erfolgreich.
„Déjà Vu“ erreichte in vielen europäischen Ländern die Top Ten. Im Vereinigten Königreich debütierte „Déjà Vu“ auf Platz 1, somit wurde das Lied Knowles zweiter Nummer-eins-Hit in den UK-Charts. Das Lied erreichte zudem in Deutschland und der Schweiz die Top Ten.

## Musikvideo

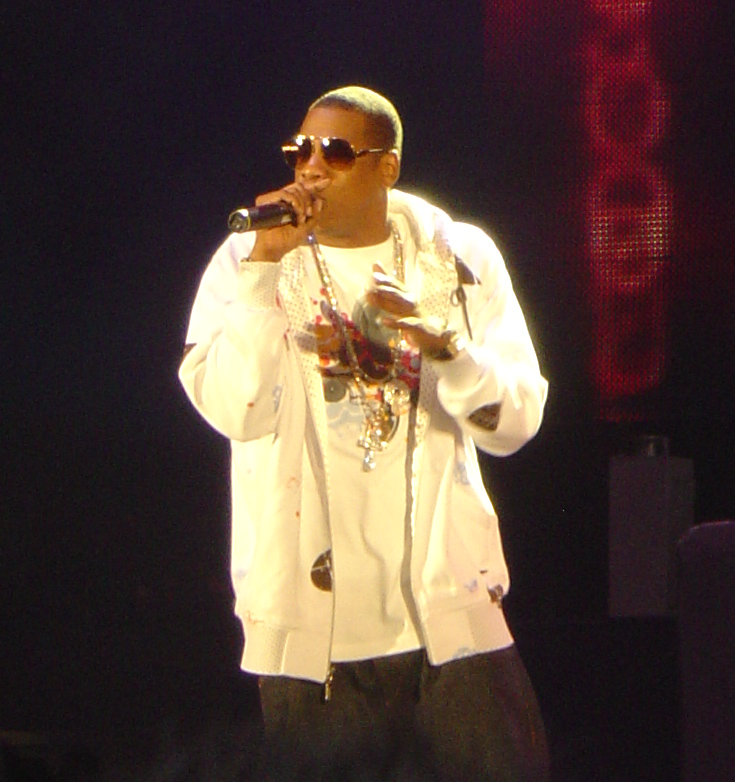
Jay-Z während eines Konzerts 2006

Das Musikvideo zu Déjà Vu wurde von Sophie Muller am 21. Juni 2006 in New Orleans, Louisiana gefilmt, einzelne Szenen des Videos wurden in der Maple Leaf Bar geschossen. Im Musikvideo trägt Knowles viele verschiedene Kleider, die optisch auf die Sex-Kontroverse wirkt. Das Video zu Déjà Vu hatte seine TV-Premiere am 12. Juli 2006 auf Total Request Live. Das Musikvideo wurde 2006 bei den MOBO Awards als bestes Video gekürt.
Die Reaktionen des Videos waren gemischt. Sal Cinquemani vom Slant Magazine verglich das Video mit denen zu ihren Hits Baby Boy und Naughty Girl, dies sind Lieder von ihrem Debütalbum Dangerously in Love. Knowles Fans wollten eine Fortsetzung des Videos, die anderen protestierten jedoch gegen das Video wegen der zu vielen Sex-Szenen, vor allem die zwischen Knowles und Jay-Z. Die richtigen Kontroversen begannen erst, als eine Zeitung ein Bild aus dem Video veröffentlichte, auf den Knowles und Jay-Z angeblich Oralverkehr miteinander haben. Einige Zeit später wurde noch ein Bild entdeckt, wo Knowles Jay-Z angeblich eine Fellatio gibt.
Aufgrund der aufkommenden Diskussionen beschlossen sämtliche Musiksender, das Video nicht mehr abzuspielen.

## Charts
| ChartsChartplatzierungen       | Höchstplatzierung | Wochen |
| ------------------------------ | ----------------- | ------ |
| Deutschland (GfK)              | 9 (12 Wo.)        | 12     |
| Österreich (Ö3)                | 12 (16 Wo.)       | 16     |
| Schweiz (IFPI)                 | 3 (23 Wo.)        | 23     |
| Vereinigtes Königreich (OCC)   | 1 (20 Wo.)        | 20     |
| Vereinigte Staaten (Billboard) | 4 (17 Wo.)        | 17     |